# Sânișor, Mureș
Sânișor (în maghiară Kebele) este un sat în comuna Livezeni din județul Mureș, Transilvania, România.

## Localizare
Localitatea se întinde pe malul pârâului Lungă (în maghiară Hosszú-patak), fiind situat „în sânul” dealurilor la care se referă denumirile localității în limbile maghiară și română. 

## Istoric
Prima atestare documentară este din 1567 cu numele de Kebele.
În trecut biserica satului a fost filia parohiei din Ivănești, statut pe care a menținut și după reforma protestantă când localnicii au trecut la religia reformată. Ulterior preotul paroh reformat a stabilit reședința în sat. Biserica reformată actuală fost construită în 1947. În interiorul edificiului religios se găsește fragment de tavan casetat din 1642.
Biserica de lemn din Sânișor a fost edificată în secolul al XVIII-lea de către localnicii greco-catolici.

## Demografie
Recensământul din 1857 prezintă satul Sânișor ca fiind o localitate mică, cu un număr de 257 locuitori, dintre care 55 ortodocși, 78 greco-catolici, 21 romano-catolici, 101 reformați și 2 unitarieni. Date aproximativ identice prezintă și istoricii maghiari ai secolului XIX, Benko Karoly și Orban Balazs.
În cursul secolului XX procentul românilor devine tot mai mic, în 1910 dintr-un total de 215 locuitori, 96 s-au declarat români, iar Recensământul din 1966 înregistra doar 57 de locuitori de naționalitate română, dintr-un total de 247. 
Recensământul populației din 2011 (România) denotă 235 de locuitori. 

## Imagini

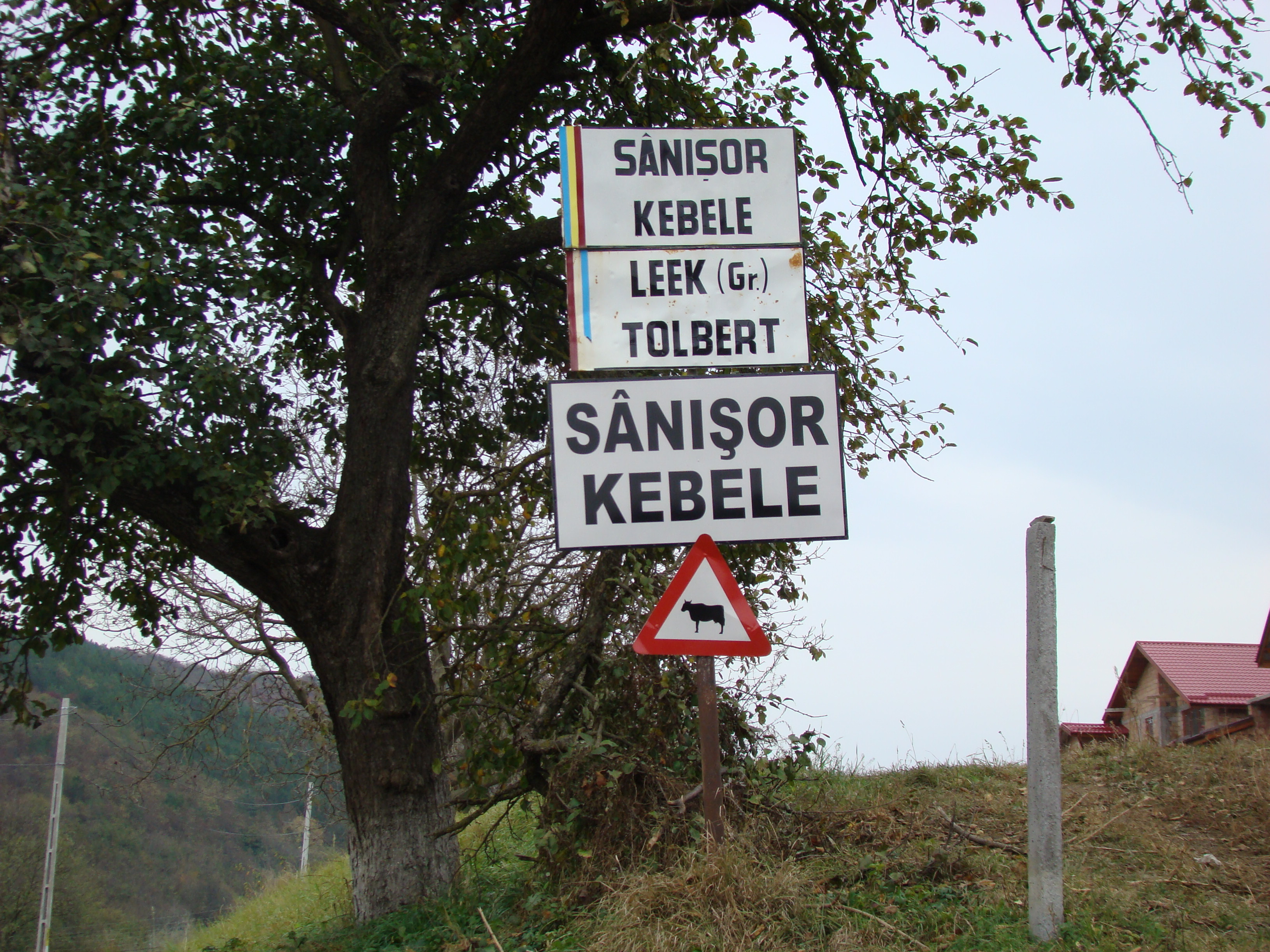
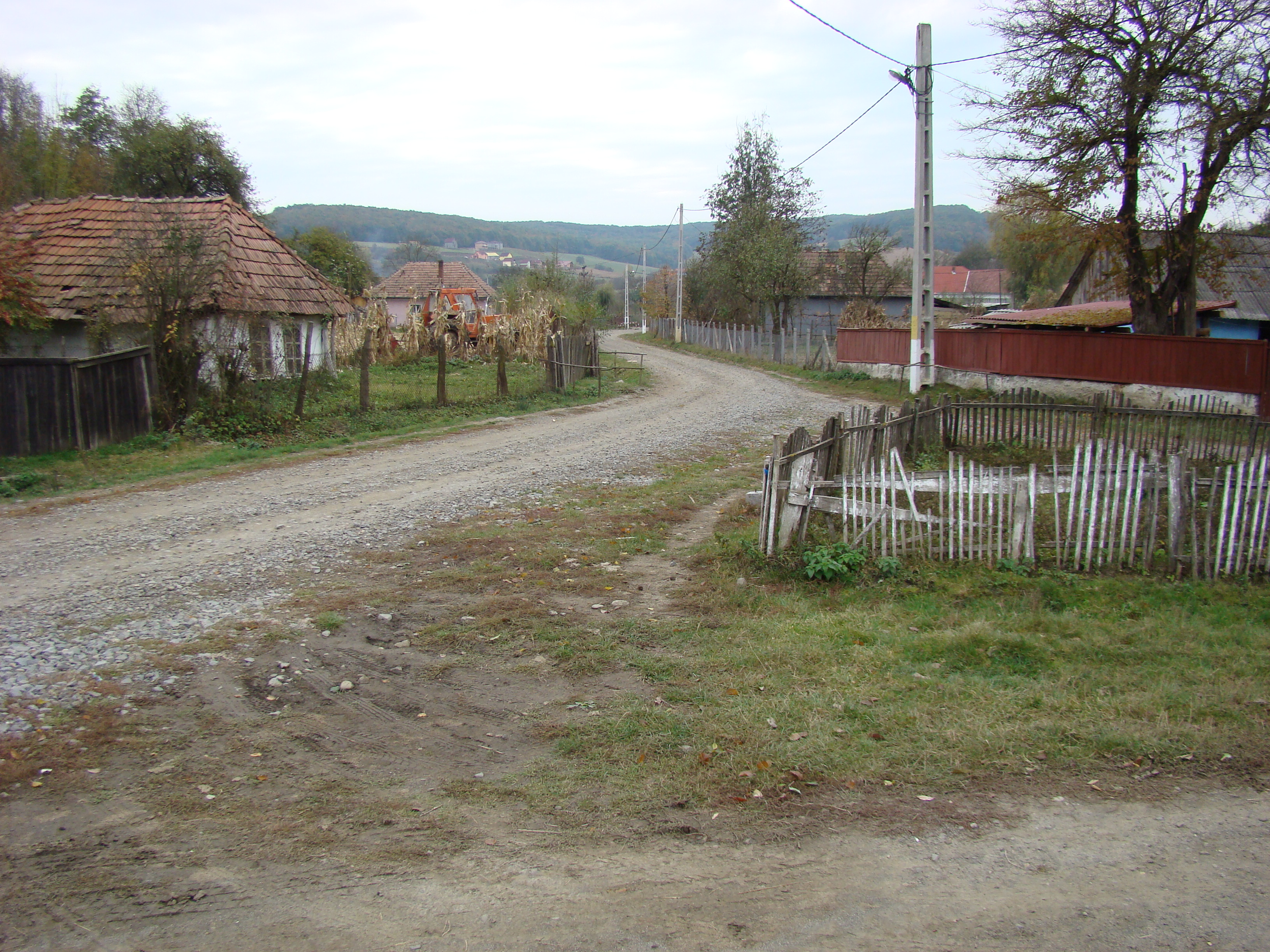
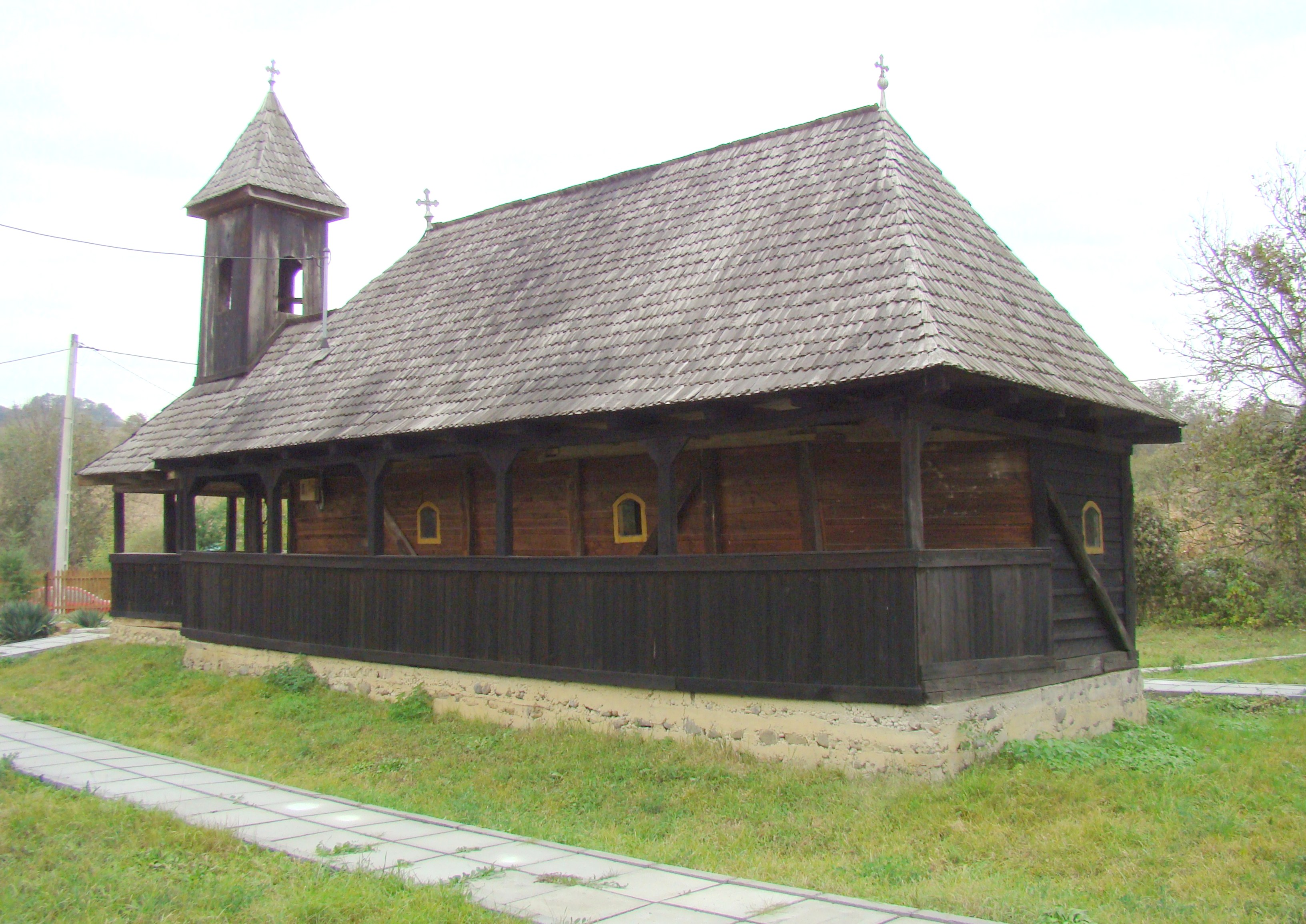
Biserica de lemn din Sânișor
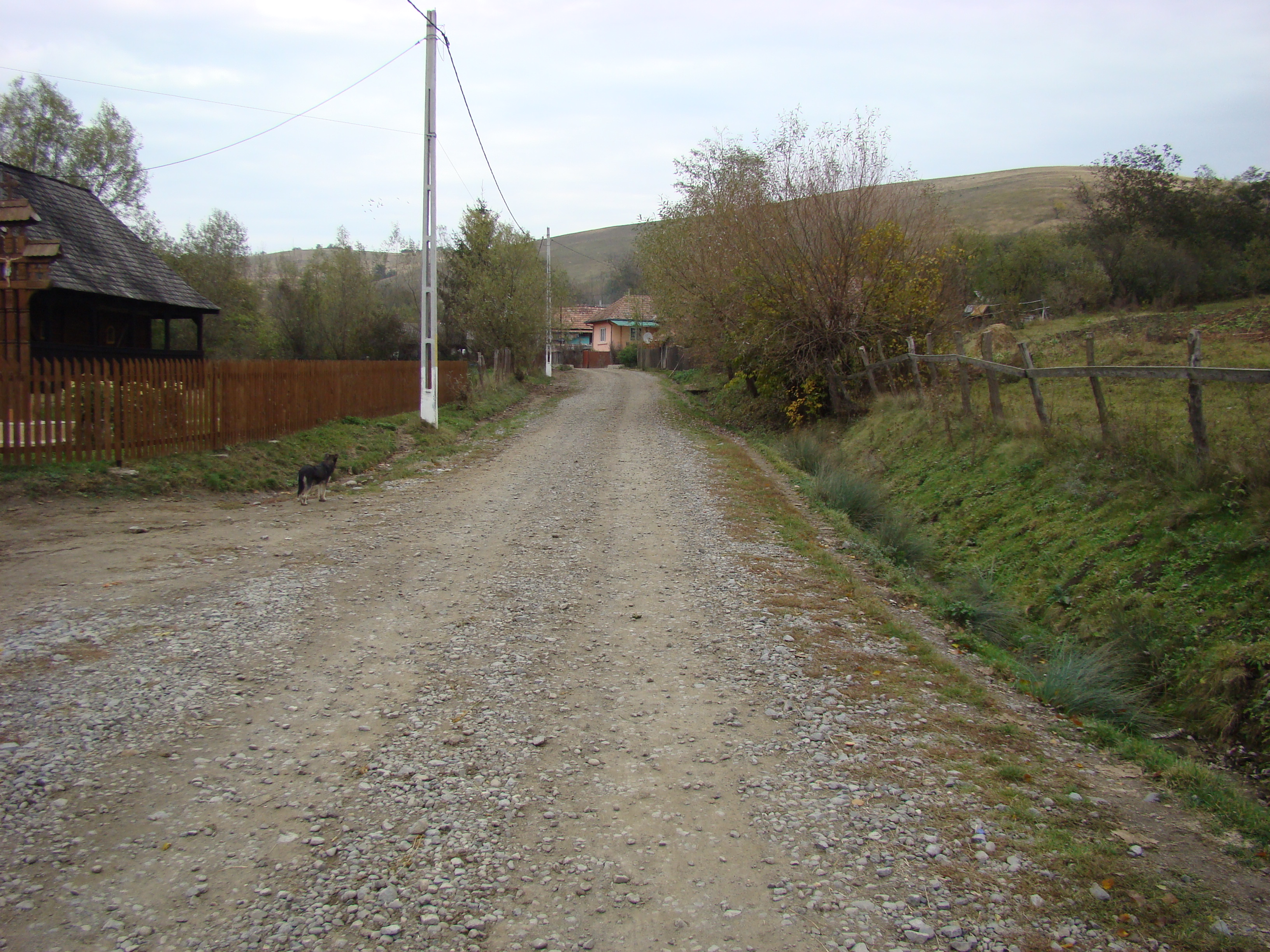